# Odžaci
Odžaci (v srbské cyrilici Оџаци, maďarsky Hódság) jsou městem a sídlem stejnojmenné opštiny v srbské Vojvodině, v Západobačském okruhu. Podle sčítání lidu z roku 2011 mají 8 811 obyvatel.
Ve městě existují dvě základní školy a dvě střední školy (technická škola/gymnázium).

## Historie
Město je poprvé připomínáno z dokumentů z 50. let 16. století. Jeho název pochází z tureckého jazyka a v překladu znamená komíny. V 17. století byla vesnice v souvislosti s válkami mezi Rakouskem a Turky vystěhována a znovuosídlena až po obnově dolních Uher ve století osmnáctém, kdy byla turecké hranice posunuta k řece Sávě. Nové obyvatelstvo, které se do Odžaků dosídlilo však bylo německé a setrvalo zde až do konce druhé světové války. Jugoslávští partyzáni při svém postupu Vojvodinou Němce odsunuli a v současné době jsou tak Odžaci osídleny výhradně Srby, kteří přišli z oblastí Vranja, Leskovace, nebo Pirota.

## Známé osobnosti
Ze známých osobností pocházejí z Odžaků například Jovan Hadžić (srbský politik a zakladatel Matice srbské), Boško Perošević (politik z rané poválečné doby), nebo například architekt Branislav Jovin.